# Escut de Barbens

Escut oficial de Barbens

L'escut oficial de Barbens té el següent blasonament:
Escut caironat: de gules, 2 barbs nedant d'argent posats en faixa; acompanyats a la punta d'una creu de Malta. Per timbre una corona mural de poble.

## Història
Va ser aprovat el 21 d'abril de 1983.
Els barbs són el senyal parlant referit al nom del poble. La creu de Malta al·ludeix al fet que la localitat fou el centre d'un comanda templera el 1168, governada per Ramon de Barrufell, senyor del castell; més endavant, quan fou abolit l'orde del Temple, la comanda de Barbens va passar a mans dels cavallers de Sant Joan de l'Hospital.